# Carlo Dossi
Alberto Carlo Felice Pisani Dossi, in arte Carlo Dossi (Zenevredo, 27 marzo 1849 – Cardina, 17 novembre 1910), è stato uno scrittore, diplomatico, archeologo e nobile italiano.
Tra i più importanti esponenti della scapigliatura milanese, fu particolarmente legato ad altri scrittori del genere come Giuseppe Rovani, Emilio Praga e Luigi Conconi ed è ancora oggi apprezzato per la schiettezza dei suoi scritti, il linguaggio ricercato ma comprensibile a tutti, le sperimentazioni linguistiche dialettali milanesi e la spiccata ironia con la quale mosse critica al suo tempo e alla sua società, sia in ambito politico che sociale.

## Biografia

### I primi anni e le prime esperienze letterarie

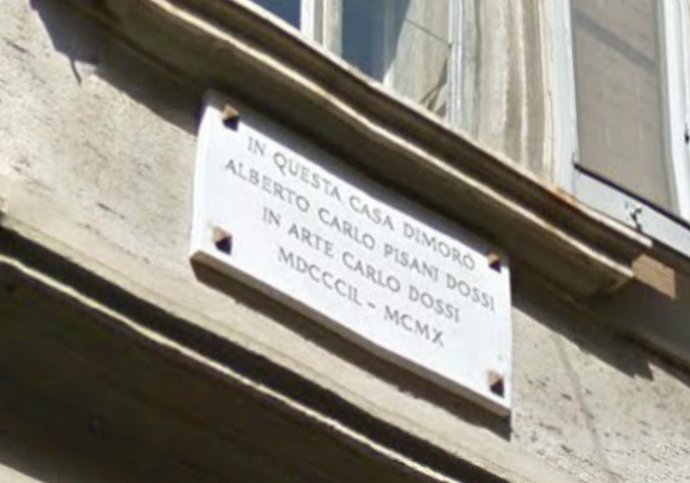
Lapide commemorativa sulla casa che Carlo Dossi abitò a Milano, in Via Brera, n.11

Alberto Carlo Felice Pisani Dossi nacque nel 1849 a Zenevredo, un piccolo paese in provincia di Pavia dove i Pisani-Dossi possedevano delle proprietà da diverse generazioni. Suo padre Giuseppe Maria Gelasio, appartenente all'aristocrazia locale, era laureato in ingegneria ed era figlio del rivoluzionario e militare Carlo Dossi; sua madre Ida Quinterio apparteneva invece alla nobiltà lodigiana. Egli stesso, nelle proprie opere, vanterà più volte la sua discendenza da Cesare Beccaria tramite la trisavola paterna, Maria Lucia Gaetana Beccaria, lontana parente dell'autore dell'opera Dei delitti e delle pene. La parentela coi Beccaria lo rendeva inoltre lontano cugino del celebre scrittore Alessandro Manzoni. Iniziò a scrivere all'età di sette anni come lui stesso ebbe a dichiarare anni dopo nelle sue Note azzurre.
Abbandonò Zenevredo per trasferirsi a Milano, in un'abitazione ancora oggi presente in Via Brera, per iscriversi alla scuola media e poi al Liceo Ginnasio Giuseppe Parini, passando in seguito all'Istituto privato Sant'Ambrogio. In seguito si trasferì all'Università di Pavia dove frequentò la Facoltà di Giurisprudenza. Tornato a Milano, partecipò ancora giovanissimo al movimento della Scapigliatura, scrivendo articoli sui periodici locali e pubblicando con Luigi Perelli la rivista Palestra Letteraria, Artistica e Scientifica (1867), a cui collaborarono scrittori come Francesco Domenico Guerrazzi, Niccolò Tommaseo, Aleardo Aleardi, Giuseppe Rovani e perfino Giosuè Carducci. Tra il 1868 e il 1870 frequentò anche gli ambienti artistici della scapigliatura milanese: lo scultore Giuseppe Grandi, i pittori Luigi Conconi, Daniele Ranzoni e soprattutto Tranquillo Cremona, che dipinse per lui un ritratto oggi conservato nella villa di Corbetta.

### Gli anni della carriera diplomatica

Francesco Crispi, al cui governo la carriera del Dossi come diplomatico fu legata.

Legato il suo nome a quello di Francesco Crispi di cui fu anche segretario particolare, divenne ben presto «Ciambellano del cifrario» al Ministero degli Esteri nel 1870, occupandosi di tematiche di rilievo per l'epoca come il problema dell'emigrazione e i tentativi di riconciliazione tra stato e chiesa (collaborando per questo con Luigi Tosti). Si trasferì quindi a Roma nel 1872 dove fece amicizia tra l'altro con Edmondo Mayor des Planches e Luigi Bodio. Nel 1873 divenne plenipotenziario in Eritrea (colonia italiana a cui sembra abbia dato il nome sostituendolo al precedente di "Nuova Etiopia"). Nel 1878, a Roma, collaborò con il Perelli al quotidiano crispino La Riforma. Nel 1891, alla prima caduta di Crispi, fu inviato a Bogotà, in Colombia, come console generale e ministro plenipotenziario, partecipando attivamente ai preparativi locali per le celebrazioni del IV centenario della scoperta dell'America.
Poco prima di partire, il 14 gennaio 1892, sposò a Roma la facoltosa ereditiera corbettese Carlotta Borsani (MIlano 15 aprile 1866- 1947), nipote del Vicepresidente della Camera dei Deputati, Giuseppe Mussi; il matrimonio venne celebrato dal cardinale e amico Gustav Adolf von Hohenlohe-Schillingsfürst con testimoni Francesco Crispi e il deputato Pietro Antonelli. La coppia ebbe in tutto tre figli: Franco Alvise Giuseppe Tomaso Fabio (10 dicembre 1894 - 1968), Elena (Milano 28 aprile 1897, sposa il cav. maggiore Giuseppe Massari) e Bianca (Bogotà 3 novembre 1892 - 1975, moglie dell'avv. Eudo Benini di Como). Durante il secondo e ultimo ministero Crispi (1893-1896) venne confermato capo di gabinetto del Ministero degli Esteri italiano.
Nel corso della sua carriera intrattenne rapporti di stretta amicizia con personalità di spicco della sua epoca che spesso ospitava nella sua villa di Corbetta o a Como: tra questi ricordiamo il cardinale von Hohenlohe-Schillingsfürst, il diplomatico Edmondo Mayor des Planches, l'economista Luigi Bodio, i politici Cesare Correnti e Carlo Cattaneo, scrittori del calibro di Giuseppe Rovani, Cletto Arrighi e Gian Pietro Lucini, artisti come Tranquillo Cremona, Giuseppe Grandi e Daniele Ranzoni, gli scienziati Paolo Gorini, Cesare Lombroso, l'archeologo Giacomo Boni.

### L'archeologia

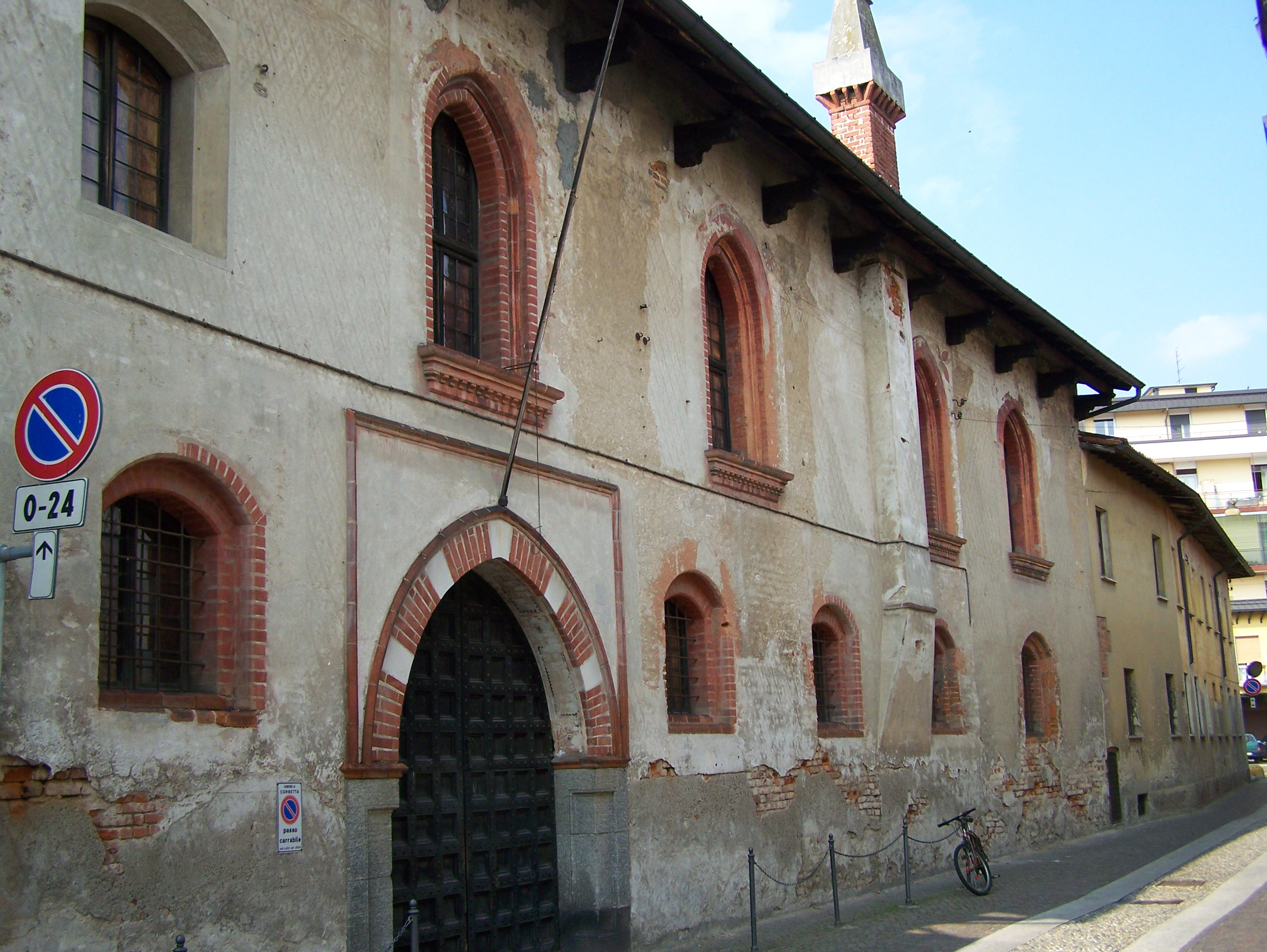
La quattrocentesca Villa Pisani Dossi a Corbetta dove lo scrittore scapigliato visse dal 1892 alla sua morte

Dopo la sconfitta di Crispi alle elezioni del 1895, Dossi venne destinato ad Atene col rango di ambasciatore, capitale dove riceverà tra gli altri la visita di Gabriele D'Annunzio e di Edoardo Scarfoglio. Alla fine di aprile del 1896 tornò in Italia e i suoi viaggi verso la Grecia diminuirono progressivamente seguendo la parabola politica di Crispi.
Quasi simultaneamente iniziò ad interessarsi attivamente all'abitazione che la moglie aveva ricevuto in eredità dallo zio a Corbetta di cui si prodigò per i restauri. Nel 1901 si stabilì definitivamente nella casa di Corbetta, dove dedicò ogni suo sforzo alla sua passione per l'archeologia, creando il Museo Pisani Dossi in cui custodì i reperti raccolti in Colombia, in Grecia e a Roma, oltre a materiale precolombiano e ad oggetti trovati in scavi eseguiti nelle zone di Corbetta (in particolare sotto la Chiesa prepositurale di San Vittore Martire ed in località Soriano e Isola Bellaria), Albairate (località Scamozzina e Faustina), Santo Stefano Ticino, Sedriano, Cisliano e lungo le sponde del Ticino. Collaborò con il Bollettino della Società Pavese di Storia Patria dove pubblicò i risultati delle sue scoperte. La collezione di tutti i reperti raccolti dal Dossi (circa 30.000 pezzi in tutto), comprendente pezzi di ceramica greca, romana e precolombiana, di fabbrica aretina, norditalica o transalpina venne raccolta nella sua abitazione, dopo la sua morte, il figlio Franco ne donò una parte alle Civiche Raccolte Archeologiche del Castello Sforzesco di Milano.

### Gli ultimi anni

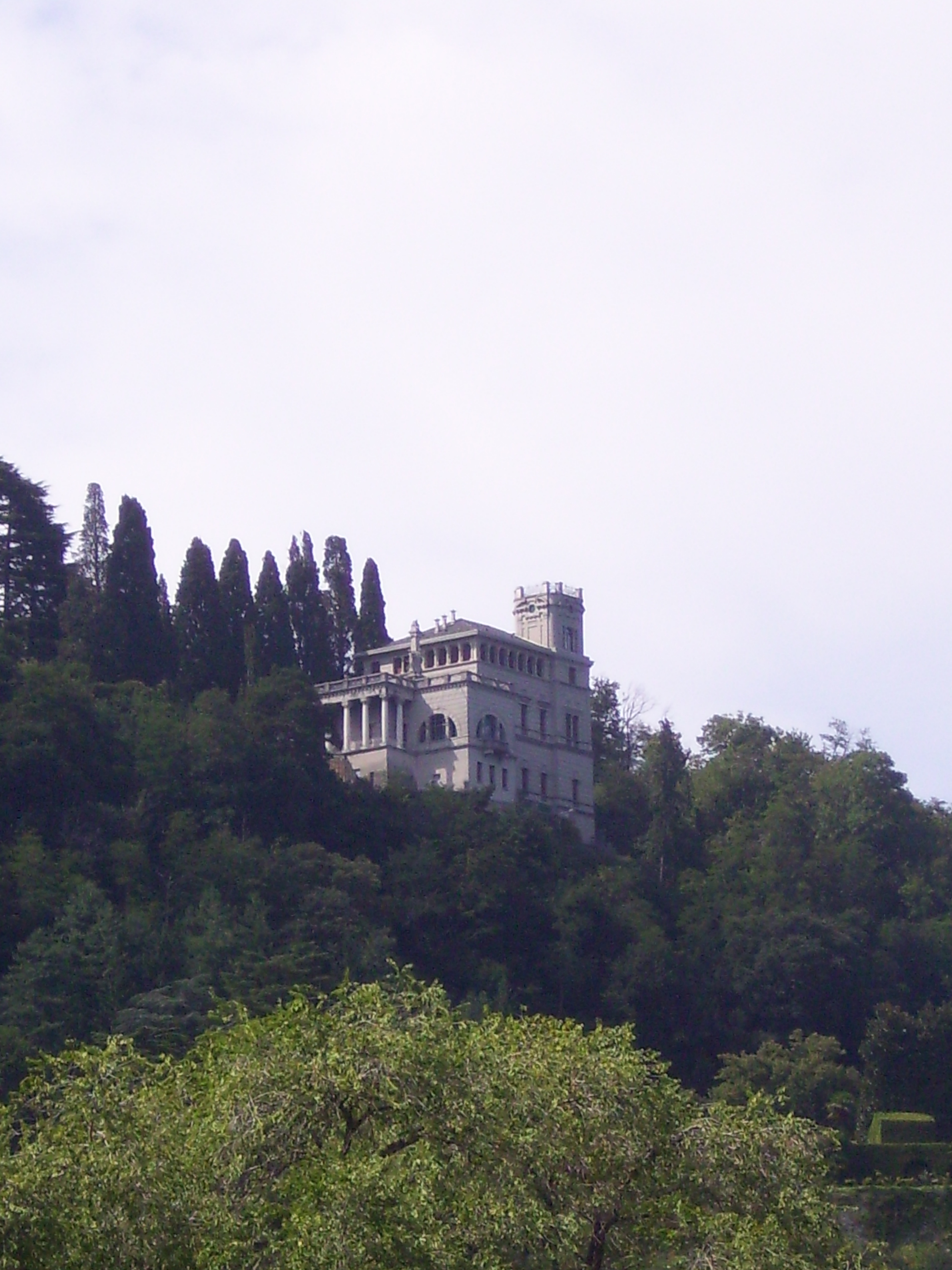
Il Dosso Pisani dove il letterato scapigliato morì nel 1910

Nel 1897 iniziò il grandioso progetto per la costruzione di una propria abitazione di campagna presso Cardina (Como) in località Monte Olimpino: la struttura, dal carattere imponente, nell'ottica del Dossi doveva essere un vero e proprio eremo dove ritirarsi per trascorrere momenti di tranquillità lontano da tutto e da tutti, venne costruita uno sperone di roccia con una magnifica vista sul lago e ancora oggi il nome de Il Dosso in suo onore. Il progetto venne realizzato dell'architetto Luigi Conconi con la collaborazione dell'architetto Perrone e il complesso venne completato solo nel 1907. Agli inizi del Novecento subì l'asportazione di un occhio che egli stesso descrisse come un fedele amico che lo aveva servito per cinquant'anni e che ripose insieme ai reperti archeologici per cui la sua vista si era consumata all'interno del suo museo personale.
Carlo Dossi morì di ictus cerebrale proprio in questa villa il 17 novembre 1910. La salma venne trasferita a Corbetta il 19 novembre successivo ed esposta nella camera ardente allestita presso la sua residenza. Attualmente, la salma riposa nella cappella di famiglia da lui fatta costruire dall'architetto Perrone nel cimitero di Corbetta.
È stato inserito nella lista dei 150 più illustri funzionari dello Stato.

## Opera letteraria
(da Gocce d'inchiostro)

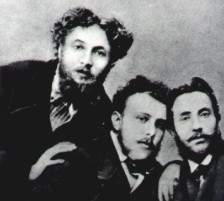
Carlo Dossi (al centro) tra Emilio Praga e Luigi Conconi a destra

Le sue opere principali, che sfuggono alle classificazioni letterarie convenzionali, furono scritte in un arco di tempo relativamente breve, tra il 1868 e il 1887. L'altrieri. Nero su bianco (1868) e Vita di Alberto Pisani (1870) partono dal dato autobiografico per sconvolgerlo con innesti romanzeschi e meta-letterari. La colonia felice (1874) è un esempio di romanzo utopista-allegorico nello stile dell'epoca; riscosse grande successo editoriale, accendendo un dibattito pubblico sulla carcerazione, anche se Dossi in seguito sconfessò le idee filantropiche esposte nella storia (che il male potesse insegnare il bene o che la giustizia proceda dall'utilità), in quanto aderì poi alle teorie pseudoscientifiche di Cesare Lombroso sul "delinquente nato". Seguono Ritratti umani, dal calamajo di un mèdico (1874), Ritratti umani. Campionario (1885) e soprattutto La desinenza in A (1878-1884) descrivono invece con umorismo e la consueta inventiva formale la società aristocratica dell'età umbertina.
Altrettanto interessante è il diario privato, pubblicato postumo con il titolo Note azzurre (in edizione incompleta nel 1912 e integrale nel 1964, a cura di Dante Isella). Tra le opere minori vanno citate la commedia dialettale Ona famiglia de cialapponi (1873), scritta in collaborazione con Luigi Perelli, la raccolta di saggi sull'arte Fricassea critica d'arte, storia e letteratura (1906) e il saggio letterario incompiuto Rovaniana (postumo, 1944), dedicato all'amico e ispiratore Giuseppe Rovani.
Sia la produzione letteraria sia quella saggistica sono segnate dal gusto dell'autore per il pastiche linguistico e dall'uso deformante delle descrizioni grottesche. I romanzi hanno spesso una struttura narrativa non convenzionale, con frequenti divagazioni, citazioni e ripetizioni, alla maniera degli autori più apprezzati da Dossi, Jean Paul e Laurence Sterne. La forma lessicale e sintattica è complessa, con bruschi salti dall'aulico al popolare, vocaboli latini, neologismi, espressioni e termini gergali, tecnici e dialettali. La forzatura del linguaggio oltre il suo uso corrente ha spinto Gianfranco Contini a definire Dossi l'iniziatore di quella "linea lombarda" di sperimentalismo che avrà poi il massimo rappresentante in Carlo Emilio Gadda. Dossi non arriva però alla violenza espressionista di Gadda: cerca piuttosto di costruire una lingua personale, lontana da quella logora dell'uso comune, dove elementi di diversa provenienza coesistono in una forma armonica con fini di volta in volta ironici o nostalgici, senza contrasti stilistici. Dossi rappresenta a pieno l'ambiguità della scapigliatura, divisa tra l'influenza romantica e le inquietudini decadenti.

### Una proposta di riforma grammaticale
Carlo Dossi è noto anche per il suo contributo a una possibile riforma grammaticale che coinvolgeva sia il complesso dei segni interpuntivi, definiti nella nota del 1883, posta alla fine del romanzo, La colonia felice, tempi grammaticali di aspetto; sia l'uso esteso dell'accentazione, che nei suoi scritti prescrive a un ipotetico lettore l'esatta pronuncia delle parole sdrucciole e bisdrucciole, ecc. In particolare, a lui si deve la celebre proposta del due-virgole per marcare le proposizioni incidentali.
(Dossi, La colonia felice, 1883)
Al periodo de La desinenza in "A" appartiene la proposta della marcatura alla spagnola delle proposizioni interrogative/esclamative, per evitare a chi legge a voce alta, specialmente nei periodi lunghi, di andare fuori d'intonazione:
(Dossi, La desinenza in "A", 1884)

## Araldica
| Stemma | Descrizione                      | Blasonatura |
|        | Carlo Alberto Pisani Dossi Conte | Di rosso al leone rampante d'oro armato e coronato dello stesso. In capo d'azzurro alla colomba svolazzante tenente un ramoscello d'ulivo in becco. |

## Albero genealogico
|                                 |                           |                                                     | Genitori                                       |  |  | Nonni |  |  | Bisnonni                      |  |  | Trisnonni          |  |
|                                 |                           |                                                     |                                                |  |  |       |  |  | Gelasio Vincenzo Pisani Dossi |  |  | Carlo Pisani Dossi |  |
|                                 |                           |                                                     |                                                |  |  |       |  |  | Gelasio Vincenzo Pisani Dossi |  |  | Carlo Pisani Dossi |  |
|                                 |                           | Matilde Oleario di Bellagente                       |                                                |  |  |       |  |  | Gelasio Vincenzo Pisani Dossi |  |  |                    |  |
| Carlo Pisani Dossi (1780-1852)  |                           |                                                     |                                                |  |  |       |  |  | Gelasio Vincenzo Pisani Dossi |  |  |                    |  |
|                                 |                           | Maria Rosalia di Hölly von Niedermensdorff (1755-?) | Giuseppe Federico di Hölly von Niedermensdorff |  |  |       |  |  |                               |  |  |                    |  |
|                                 |                           | Maria Rosalia di Hölly von Niedermensdorff (1755-?) | Giuseppe Federico di Hölly von Niedermensdorff |  |  |       |  |  |                               |  |  |                    |  |
|                                 |                           | Maria Rosalia di Hölly von Niedermensdorff (1755-?) | Maria Lucia Gaetana Beccaria                   |  |  |       |  |  |                               |  |  |                    |  |
| Giuseppe Pisani Dossi (m. 1872) |                           | Maria Rosalia di Hölly von Niedermensdorff (1755-?) |                                                |  |  |       |  |  |                               |  |  |                    |  |
|                                 |                           | Giovanni Battista Milesi (m. 12 dicembre 1804)      | Pietro Milesi                                  |  |  |       |  |  |                               |  |  |                    |  |
|                                 |                           | Giovanni Battista Milesi (m. 12 dicembre 1804)      | Pietro Milesi                                  |  |  |       |  |  |                               |  |  |                    |  |
|                                 |                           | Giovanni Battista Milesi (m. 12 dicembre 1804)      | …                                              |  |  |       |  |  |                               |  |  |                    |  |
| Luigia Milesi (1786-1867)       |                           | Giovanni Battista Milesi (m. 12 dicembre 1804)      |                                                |  |  |       |  |  |                               |  |  |                    |  |
|                                 |                           | Elena Viscontini (1766-1827)                        | Giovan Battista Viscontini                     |  |  |       |  |  |                               |  |  |                    |  |
|                                 |                           | Elena Viscontini (1766-1827)                        | Giovan Battista Viscontini                     |  |  |       |  |  |                               |  |  |                    |  |
|                                 |                           | Elena Viscontini (1766-1827)                        | Bianca Ferrario                                |  |  |       |  |  |                               |  |  |                    |  |
| Carlo Alberto Pisani Dossi      |                           | Elena Viscontini (1766-1827)                        |                                                |  |  |       |  |  |                               |  |  |                    |  |
|                                 | Carlo Quinterio (m. 1822) | Giuseppe Quinterio                                  |                                                |  |  |       |  |  |                               |  |  |                    |  |
|                                 | Carlo Quinterio (m. 1822) | Giuseppe Quinterio                                  |                                                |  |  |       |  |  |                               |  |  |                    |  |
|                                 | Carlo Quinterio (m. 1822) | …                                                   |                                                |  |  |       |  |  |                               |  |  |                    |  |
| Felice Quinterio                | Carlo Quinterio (m. 1822) |                                                     |                                                |  |  |       |  |  |                               |  |  |                    |  |
|                                 |                           | Giuseppa Ghezzi                                     | …                                              |  |  |       |  |  |                               |  |  |                    |  |
|                                 |                           | Giuseppa Ghezzi                                     | …                                              |  |  |       |  |  |                               |  |  |                    |  |
|                                 |                           | Giuseppa Ghezzi                                     | …                                              |  |  |       |  |  |                               |  |  |                    |  |
| Ida Quinterio (m. 1882)         |                           | Giuseppa Ghezzi                                     |                                                |  |  |       |  |  |                               |  |  |                    |  |
|                                 |                           | …                                                   | …                                              |  |  |       |  |  |                               |  |  |                    |  |
|                                 |                           | …                                                   | …                                              |  |  |       |  |  |                               |  |  |                    |  |
|                                 |                           | …                                                   | …                                              |  |  |       |  |  |                               |  |  |                    |  |
| Maddalena Pelosi                |                           | …                                                   |                                                |  |  |       |  |  |                               |  |  |                    |  |
|                                 |                           | …                                                   | …                                              |  |  |       |  |  |                               |  |  |                    |  |
|                                 |                           | …                                                   | …                                              |  |  |       |  |  |                               |  |  |                    |  |
|                                 |                           | …                                                   | …                                              |  |  |       |  |  |                               |  |  |                    |  |
|                                 |                           | …                                                   |                                                |  |  |       |  |  |                               |  |  |                    |  |

## Opere
- L'altrieri. Nero su bianco, 1868
- Vita di Alberto Pisani, 1870
- Elvira, elegia, 1872
- Il regno dei cieli, 1873
- Ona famiglia de cialapponi, 1873 (con Luigi Perelli)
- Ritratti umani, dal calamajo di un mèdico, 1873
- La colonia felice, 1874
- La desinenza in A, 1878
- Gocce d'inchiostro, 1880
- Giorni di festa, 1882 - pubblicato postumo nel 1910
- I mattoidi - al primo concorso pel monumento in Roma a Vittorio Emanuele II, 1884
- Ritratti umani. Campionario, 1885
- Amori, 1887
- Fricassea critica d'arte, letteratura e storia, 1906
- Rovaniana, 1944 - postumo e incompiuto
- Note azzurre, parzialmente nel 1912 e in versione integrale nel 1964 - postumo

In particolare nel testo delle Note azzurre lo stesso Dossi fa accenno a suoi spunti o progetti per ulteriori pubblicazioni mai realizzate. In alcuni casi l'autore fornisce il titolo del testo, un canovaccio o addirittura alcune parti già scritte, ma non porterà mai a fine nessuno di questi prototipi. Questi alcuni dei testi che il Dossi aveva in progetto di realizzare (Note azzurre, n. 3496, con commenti dello stesso Dossi):
- Il libro delle bizzarrie, dove si drammatizzeranno temi di filosofia e di economia sociale
- Il premio dell'Onestà, cioè come la virtù, al pari della letteratura, sia premio a sé stessa.
- Prime pagine di una Storia dell'Umorismo in Italia
- Note umoristiche della letteratura alta e bassa
- Ritratti umani divisi in 12 libri e un'appendice, di cui una piccola parte è già imprigionata sulla carta
- Ritratti di famiglia divisi in due parti, nel quale parlerò de' miei vecchi, e sceneggerò insieme la vita intima degli italiani pel corso di parecchi secoli
- Garibaldi, dramma-poema
- Colombo, idem, tanto per mettere in regola i miei titoli anche colla celebrità aulica
- La Rovaniana e La mente di Giuseppe Rovani, nella prima dei quali sarà trattato dell'uomo, e nella seconda lo scrittore: il che è un dovere ch'io sento verso di lui e verso l'Italia
- Dell'onestà politica e dell'onestà artistica, opuscoli due, necessari per esser ricevuto a paro paro dagli scienziati, i quali vogliono almeno l'apparenza della noja
- I grandi sconosciuti
- Il libro delle prefazioni, ciascuna delle quali abbia il valore di un libro
- L'Osteria, raccolta di vari racconti
- Altri racconti come Le tre bellezze, i Casi di coscienza, gli Amori imperfetti, il Vangelo delle Balie, Le nuove preghiere, le Ore di melanconia
- In cerca di un amante
- L'ora suprema
- Manualetto d'amore, dove vorrei trasfondere tutto l'amore ch'io sento, non corrisposto, per i simili miei
- Favole e raccontini alla Schmidt, in cui sarà sminuzzato in tanti esempi la cattiva opinione che tengo dell'animo umano
- Note alle lettere che in certo modo, completando le lettere stesse, narreranno la vita del Dossi
- Cascami dell'immaginazione del Dossi, tutti cioè gli avanzi e ritagli dei precedenti lavori
- Guida classica di Roma contenente oltre le piante antiche della città, la semplice indicazione dei luoghi accompagnata da tutti que' passi classici contemporanei al monumento che vi si riferiscono
- La Ghiaja di Roma
- I buchi di Roma